# Санчес, Ричард
Ричард Санчес Алькарас (исп. Richard Sánchez Alcaraz; 5 апреля 1994, Мишен-Хилс, США) — мексиканский футболист, вратарь.

## Клубная карьера
Санчес родился в США в семье иммигрантов из Мексики. Некоторое время он провёл в системе испанского «Атлетико Мадрид». В 2009 году Ричард вернулся в США, где занимался в академии клуба «Даллас». 18 февраля 2011 года «Даллас» подписал с Санчесом контракт по правилу доморощенного игрока. В ноябре 2012 года его контракт был продлён до конца 2015 года, но за клуб он так и не сыграл ни одного матча. В 2013 году Санчес на правах аренды перешёл в команду Лиги NASL «Форт-Лодердейл Страйкерс». 4 августа в матче против «Нью-Йорк Космос» он дебютировал за клуб. После окончания срока аренды Ричард вернулся в «Даллас».
Клуб чемпионата Мексики «УАНЛ Тигрес» пытался купить Санчеса ещё в мае 2013 года. Однако сделка состоялась только через год в июне 2014, и до сентября он остался в «Далласе» на правах аренды. В основной состав «Тигрес» Санчес пробиться так и не сумел, находился в резервной команде, в сезоне 2016/17 отдавался в аренду в клуб лиги Ассенсо МХ «Тампико Мадеро», где провёл пять игр.
В августе 2017 года Санчес вернулся в MLS, став игроком «Чикаго Файр». В матче против «Сан-Хосе Эртквейкс» 27 сентября состоялся его дебют в MLS. По окончании сезона 2019 «Чикаго Файр» не продлил контракт с Санчесом.
26 ноября 2019 года в первом этапе драфта возвращений MLS Санчес был выбран клубом «Спортинг Канзас-Сити». За «Спортинг» он дебютировал 12 июля 2020 года в первом матче группового этапа Турнира MLS is Back против «Миннесоты Юнайтед», в котором вышел на замену на 76-й минуте вместо Гади Кинды из-за удаления основного голкипера Тима Милии. По окончании сезона 2020 «Спортинг КС» не стал продлевать контракт с Санчесом.
22 апреля 2021 года Санчес подписал с клубом Лиги один ЮСЛ «Норт Тексас» однолетний контракт на сезон 2021. За «Норт Тексас» он дебютировал 1 мая в матче против «Гринвилл Трайамф», пропустив четыре мяча. По окончании сезона 2021 контракт Санчеса с «Норт Тексасом» истёк.
18 января 2022 года Санчес на правах свободного агента присоединился к «Лос-Анджелес Гэлакси», подписав однолетний контракт до конца сезона 2022 с опцией продления на сезон 2023. По окончании сезона 2022 «Лос-Анджелес Гэлакси» не продлил контракт с Санчесом.
3 января 2023 года Санчес подписал контракт с клубом Чемпионшипа ЮСЛ «Хартфорд Атлетик». Дебютировал за «Хартфорд Атлетик» он 11 марта в матче стартового тура сезона 2023 против «Монтерей-Бея», пропустив пять мячей.
25 сентября 2024 года Санчес перешёл в «Мемфис 901». Дебютировал за «Мемфис 901» он 7 октября в матче против «Эль-Пасо Локомотив».

## Международная карьера
В 2011 году в составе юношеской сборной Мексики Санчес выиграл юношеский домашний чемпионата мира. На турнире он сыграл в матчах против команд Северной Кореи, Конго, Нидерландов, Панамы, Франции, Германии и Уругвая.
В 2013 году в составе молодёжной сборной Мексики Санчес принял участие в Турнире в Тулоне. В том же году он стал чемпионом КОНКАКАФ среди молодёжных команд. На турнире он сыграл в поединках против команд Кюрасао, дважды Сальвадора, Ямайки и США. Летом 2013 года Ричард поехал с молодёжной командой на чемпионат мира в Турцию. На турнире он сыграл в матчах против Парагвая, Мали, Греции и Испании.

## Достижения
Командные
 Мексика (до 17)
- Чемпионат мира среди юношеских команд: 2011

 Мексика (до 20)
- Чемпионат КОНКАКАФ среди молодёжных команд: 2013

Индивидуальные
- Член символической сборной чемпионата КОНКАКАФ среди молодёжных команд: 2013[42].